# Jurij Litujew
Jurij Nikołajewicz Litujew (ros. Юрий Николаевич Литуев, ur. 11 kwietnia 1925 w Irbicie, zm. 2 marca 2000 w Moskwie) – radziecki lekkoatleta płotkarz, srebrny medalista olimpijski z Helsinek z 1952, mistrz i dwukrotny wicemistrz Europy.

## Życiorys
Brał udział w II wojnie światowej walcząc na froncie wschodnim jak dowódca baterii. Po wojnie zaczął trenować lekkoatletykę. Specjalizował się w biegu na 400 metrów przez płotki, choć startował i na 400 metrów płaskie.
Pierwszy sukces międzynarodowy odniósł na mistrzostwach Europy w 1950 w Brukseli. Zdobył wówczas srebrny medal w biegu na 400 metrów przez płotki; pokonał go Włoch Armando Filiput. Na igrzyskach olimpijskich w 1952 w Helsinkach ponownie został srebrnym medalistą na tym dystansie; tym razem wyprzedził go Charles Moore ze Stanów Zjednoczonych. W biegu na 400 metrów Litujew awansował do ćwierćfinału, ale w nim nie wystartował. W sztafecie 4 × 400 metrów odpadł w przedbiegach.
20 sierpnia 1953 w Budapeszcie ustanowił rekord świata w biegu na 400 metrów przez płotki wynikiem 50,4 s, poprawiając liczący już 19 lat wynik Glenna Hardina. Na mistrzostwach Europy w 1954 w Bernie nie zdobył jednak złotego medalu, lecz srebrny, przegrywając ze swym rodakiem Anatolijem Julinem. 13 października tego roku w Londynie ustanowił rekord świata w biegu na 440 jardów przez płotki wynikiem 51,3 s. Na igrzyskach olimpijskich w 1956 w Melbourne był czwarty w biegu na 400 metrów przez płotki, po trzech reprezentantach Stanów Zjednoczonych (utracił wówczas rekord świata). W sztafecie 4 × 400 metrów ponownie odpadł w eliminacjach.
Zdobył złoty medal w biegu na 400 metrów przez płotki na mistrzostwach Europy w 1958 w Sztokholmie.
Odnosił sukcesy w biegu na 400 metrów przez płotki na Akademickich Mistrzostwach Świata (organizowanych przez MZS). W Budapeszcie w 1949 był trzeci, w Berlinie w 1951 i w Bukareszcie w 1953 zwyciężył, w Warszawie w 1955 był trzeci, a w Moskwie w 1957 znowu wygrał.
Był mistrzem ZSRR w biegu na 400 metrów przez płotki od 1950 do 1955 oraz z 1957 i 1958. W 1959 był drugi, a w 1949 trzeci. Był również mistrzem ZSRR w biegu na 400 metrów w 1951, w biegu na 200 metrów przez płotki w 1952 oraz w sztafecie 4 × 400 metrów w 1950, 1954 i 1957.
Był odznaczony m.in. Orderem Czerwonej Gwiazdy, Orderem „Znak Honoru” i tytułem Zasłużonego Mistrza Sportu ZSRR.
Jego żona Walentina Litujewa była również znaną lekkoatletką, specjalistką skoku w dal, mistrzynią Europy w 1950 i wicemistrzynią w 1958.